# Heinz Kuttin
Heinz Ernst Kuttin (Stockenboi, 5 gennaio 1971) è un ex saltatore con gli sci austriaco, vincitore di varie medaglie olimpiche e iridate.

## Biografia
In Coppa del Mondo esordì il 30 dicembre 1987 a Oberstdorf (8°), ottenne il primo podio il 3 dicembre 1989 a Thunder Bay (2°) e la prima vittoria il 13 marzo 1991 a Trondheim.
In carriera prese parte a tre edizioni dei Giochi olimpici invernali, Calgary 1988 (6° nel trampolino normale, 12° nel trampolino lungo, 5° nella gara a squadre), Albertville 1992 (4° nel trampolino normale, 3° nel trampolino lungo, 2° nella gara a squadre) e Lillehammer 1994 (25° nel trampolino normale, 12° nel trampolino lungo, 3° nella gara a squadre), a tre dei Campionati mondiali, vincendo quattro medaglie, e a una dei Mondiali di volo, Vikersund 1990 (20°).

## Palmarès

### Olimpiadi
- 3 medaglie:
  - 1 argento (gara a squadre ad Albertville 1992)
  - 2 bronzi (trampolino lungo ad Albertville 1992; gara a squadre a Lillehammer 1994)

### Mondiali
- 4 medaglie:
  - 2 ori (trampolino normale, gara a squadre a Val di Fiemme 1991)
  - 2 bronzi (trampolino normale a Lahti 1989; gara a squadre a Falun 1993)

### Mondiali juniores
- 5 medaglie:
  - 5 ori (trampolino normale, gara a squadre a Saafelden 1988; gara a squadre a Vang/Hamar 1989; trampolino normale, gara a squadre a Štrbské Pleso 1990)

### Coppa del Mondo
- Miglior piazzamento in classifica generale: 7º nel 1991
- 15 podi (13 individuali, 2 a squadre):
  - 4 vittorie (2 individuali, 2 a squadre)
  - 6 secondi posti (individuali)
  - 5 terzi posti (individuali)

#### Coppa del Mondo - vittorie
| Data          | Località  | Nazione   | Trampolino                                                                        |
| ------------- | --------- | --------- | --------------------------------------------------------------------------------- |
| 13 marzo 1991 | Trondheim | Norvegia  | Granåsen K120                                                                     |
| 8 marzo 1992  | Trondheim | Norvegia  | Granåsen K120                                                                     |
| 28 marzo 1992 | Planica   | Slovenia  | Bloudkova velikanka K120 (con Andreas Felder, Martin Höllwarth e Werner Rathmayr) |
| 5 marzo 1994  | Lahti     | Finlandia | Salpausselkä K114 (con Stefan Horngacher, Christian Moser e Andreas Goldberger)   |

#### Torneo dei quattro trampolini
- 1 podio di tappa[1]:
  - 1 terzo posto

### Campionati austriaci
- 4 medaglie[2]:
  - 2 ori (120 m nel 1992; NH nel 1994)
  - 1 argento (90 m nel 1992)
  - 1 bronzo (LH nel 1994)